# Hate-watching
Hate-watching é a atividade de assistir a um programa de televisão (ou filme) com a intenção de se divertir com a zombaria de seu conteúdo ou assunto. Intimamente relacionado a comportamentos antifãs, os espectadores que assistem ao ódio obtêm prazer e entretenimento dos absurdos ou fracassos de um programa. O ato de assistir ao ódio tem como premissa o público se envolver com um texto de televisão através de lentes satíricas.

## Relação com a cultura anti-fã
Ao contrário do comportamento típico dos fãs, em que os membros da audiência consomem um texto televisivo com a intenção de obter prazer com seu conteúdo, o prazer que os antifãs obtêm de um texto está enraizado em sua inferioridade.
Em um estudo realizado em 2005 no Television Without Pity, um sítio extinto que hospedava discussões sobre programas de televisão, Gray aponta os padrões de comportamento antifã exibidos por seus usuários. Ao contrário dos indivíduos que participam da cultura do fandom por amor a um determinado texto, os antifãs se envolvem com um texto por antipatia por ele. Os fóruns hospedados no Television Without Pity expressavam sentimentos antifãs, onde os usuários assistiam a um programa de televisão, muitas vezes criticando e apontando suas deficiências percebidas.

## História
Um artigo de 2012 do The New Yorker descreveu o curta Studio 60 on the Sunset Strip como um programa que as pessoas adoravam assistir odiando, como "era ruim de uma forma verdadeiramente espetacular — sobre discursos hipócritas na TV e sátiras fracassadas e os perigos de deixar um showrunner brilhante como [Aaron] Sorkin resolver todos os seus rancores em forma de ficção".
Entertainment Weekly e outras publicações observaram a diferença entre assistir com ódio e assistir como um prazer culposo. "Você não sintonizaria todas as semanas para assistir odiosamente a um reality show realmente ruim — isso é um prazer culposo. De um modo geral, assistir ao ódio requer uma série televisiva com grandes ambições e apresenta uma certa perfeição estética".
Em um artigo do Los Angeles Times descrevendo a complexidade dos efeitos da aparição do candidato à presidência dos Estados Unidos Donald Trump no Saturday Night Live como apresentador, a escritora Mary McNamara faz referência ao fenômeno de observação do ódio como uma razão pela qual as avaliações por si só não são uma indicação de apoio. Um artigo do The New York Times também apontou as classificações de sucesso para a presidência de Trump.
Em um artigo de fevereiro de 2020, o crítico de televisão espanhol Borja Terán descreveu o conceito de assistir com ódio como "o público gosta de assistir a programas para poder criticá-los", citando-o como parte da razão por trás do sucesso da Telecinco e sua programação baseada em reality show (citando especificamente Supervivientes, cuja décima nona temporada havia estreado na noite anterior à postagem): "o telespectador se sente superior às cobaias que participam da competição televisiva. Sentem-se melhor consigo mesmos e fogem dos problemas pessoais gastando energia torpedeando um mero entretenimento eles seguem através de uma tela."
À medida que o termo ganhou popularidade, muitos antifãs imploraram a outros que não odiassem assistir, pois acreditam que isso teria o efeito não intencional de tornar a mídia de que não gostam mais popular do que se não tivessem odiado. Velma é um exemplo desse fenômeno, onde o hate-watching é supostamente a principal causa da renovação do programa para uma segunda temporada.

### Examples of hate-watching shows
- 13 Reasons Why[12]
- The Big Bang Theory[13]
- Chrisley Knows Best[14]
- Emily in Paris[12][15][16][17]
- Entourage[18]
- Euphoria[19]
- Family Guy[20]
- Studio 60 on the Sunset Strip[4]
- Game of Thrones[21]
- Girls[22]
- Glee[23]
- House Hunters[24]
- Keeping Up with the Kardashians[14]
- Love Island[25]
- Pretty Little Liars[14]
- Riverdale[12]
- Say Yes to the Dress[14]
- Singapore Social[26]
- Smash[27][28]
- Supervivientes[9]
- The Millionaire Matchmaker[14]
- The Newsroom[29][30][31]
- The Simpsons[20]
- True Blood[32]
- Velma[33][34]
- Vinyl[14][35]